# Douglas Boyd
Douglas Boyd (* 1959 in Glasgow, Schottland) ist ein britischer Oboist und Dirigent.

## Ausbildung und Auszeichnungen
Douglas Boyd studierte Oboe an der Royal Academy of Music, London, bei Janet Craxton. Später studierte er in Paris bei Maurice Bourgue.
1984 gewann er die Young Concert Artists International Auditions, was zu seinem Debüt in der Carnegie Hall in New York führte. 2013 erhielt das Musikkollegium Winterthur unter seiner Leitung den Echo Klassik für die Konzerteinspielung des Jahres (Ralph Vaughan Williams: Konzert für zwei Klaviere und Orchester/5. Sinfonie).

## Laufbahn
Boyd war eines der Gründungsmitglieder des Chamber Orchestra of Europe (COE) und von 1981 bis 2002 dessen Chefoboist. Während der Zeit beim COE entwickelte er Interesse für das Dirigieren; seine ersten Mentoren waren Claudio Abbado und Nikolaus Harnoncourt, unterstützt wurde er auch von Paavo Berglund und Sir Colin Davis. 2006 gab Boyd das Oboespielen auf und widmete sich ausschließlich seiner Karriere als Dirigent.
2001 wurde er zum musikalischen Direktor der Manchester Camerata ernannt, seiner ersten wichtigen Dirigentenstelle. Er dirigierte mehrere Aufnahmen mit dem Orchester für Avie Records, einschließlich Musik von Beethoven, Mozart und Mahler. Boyd beendete das Engagement in Manchester mit der Saison 2010/2011. Er war auch Chefgastdirigent der City of London Sinfonia. Im November 2012 wurde er mit sofortiger Wirkung zum künstlerischen Direktor der Garsington Opera ernannt. Im April 2008 kündigte das Musikkollegium Winterthur die Ernennung Boyds als seines Chefdirigenten für die Saison 2009/2010 an. Er verlängerte das Engagement bis zur Saison 2015/2016 und beendete es danach. Er hat das Winterthurer Orchester für Aufnahmen der Musik Mozarts, Mendelssohns und Josef Rheinbergers geleitet. Am 1. Juli 2015 wurde Boyd zum neuen Musikdirektor des Orchestre de chambre de Paris ernannt.
In den USA debütierte Boyd als Gastdirigent im Jahr 2000 mit dem Gardner Chamber Orchestra. 2002 wurde er künstlerischer Co-Leiter des Orchesters, zusammen mit Paula Robison. 2004 wurde er einer der ersten künstlerischen Partner des Saint Paul Chamber Orchestra (SPCO). Er verlängerte 2006 seinen Vertrag mit dem SPCO für die Saison 2009/2010 und beendete die künstlerische Partnerschaft im September 2009. Er dirigierte das Colorado Symphony Orchestra zum ersten Mal im Dezember 2006 und wurde im Januar 2008 für drei Jahre zu dessen Chefgastdirigenten ernannt mit zwei Wochen Tätigkeit pro Saison.

## Aufnahmen
Boyds erste Einspielungen als Dirigent und Solist waren die Bach-Konzerte für die Deutsche Grammophon. Neben zahlreichen Live-Aufnahmen mit der Manchester Camerata für Avie Records, nahm Boyd Schubert-Symphonien für SPCO Media und Werke von George Tsontakis für E-1 und Koch International mit dem St. Paul Chamber Orchestra auf. Tsontakis’ Violinkonzert Nr. 2 erhielt 2008 eine Nomination für den Grammy Award sowie den Grawemeyer Award.

## Privates
Boyd hat mit seiner Ehefrau Sally Pendlebury, einer Cellistin, drei Kinder, Iona, Sebastian und Sam. Die Familie lebt in London.